# Oxyrhachis nigricans
Oxyrhachis nigricans är en insektsart som beskrevs av Capener 1962. Oxyrhachis nigricans ingår i släktet Oxyrhachis och familjen hornstritar. Inga underarter finns listade i Catalogue of Life.